# Gławsiewmorput

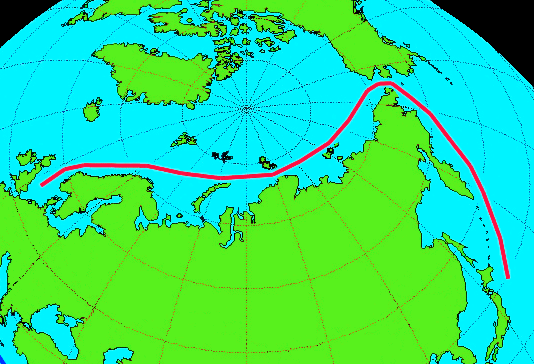
Mapa północnej drogi morskiej pomiędzy Europą i Pacyfikiem

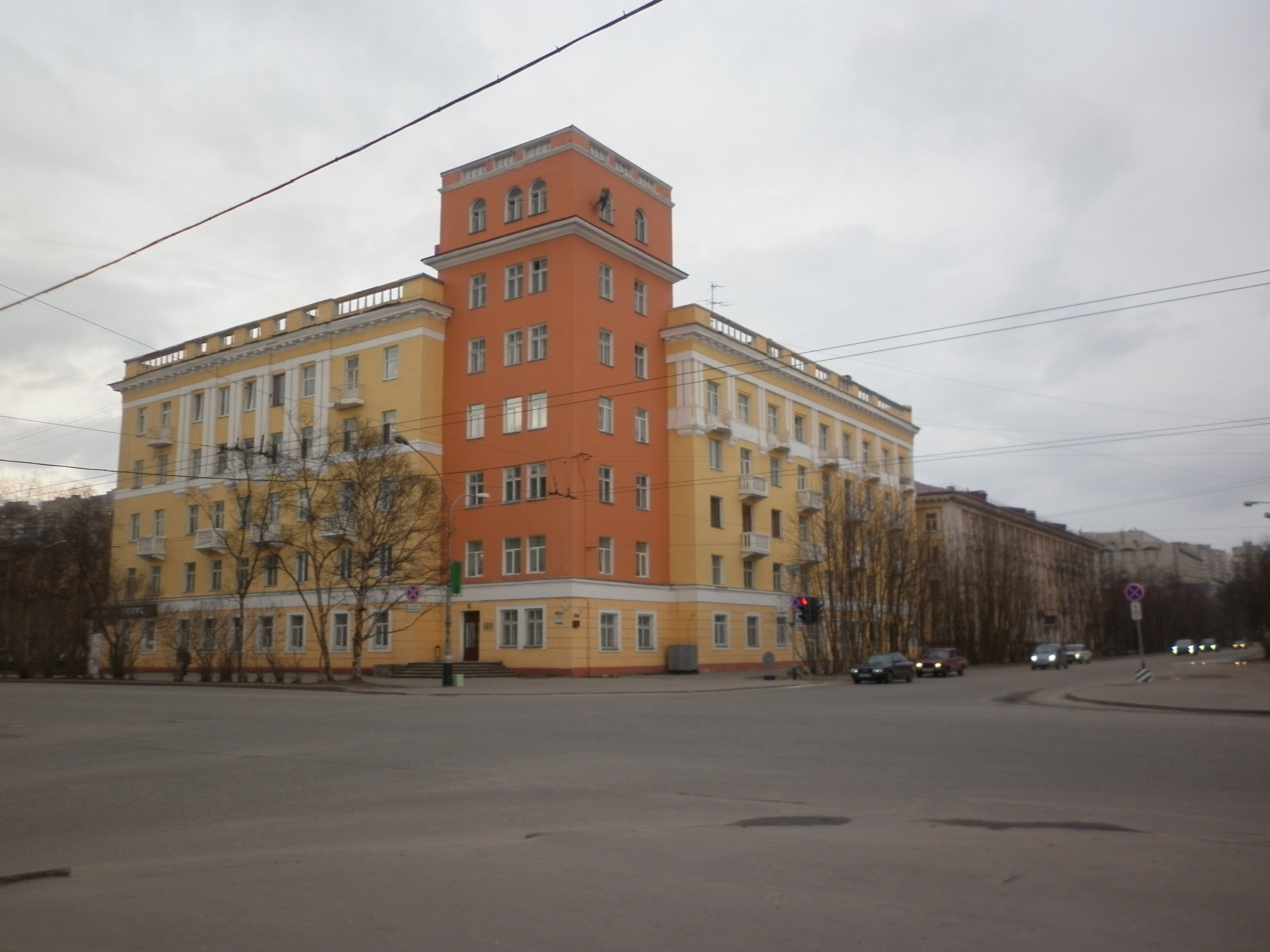
Budynek Gławsiewmorputu z 1938 roku w Murmańsku na prospekcie Lenina

Gławsiewmorput, Główny Zarząd Północnej Drogi Morskiej, Главное Управление Северного Морского Пути – radziecka organizacja państwowa utworzona w styczniu 1932 przez Radę Komisarzy Ludowych ZSRR odpowiedzialną za utrzymywanie transportu morskiego Północną Drogę Morską, wywodzącej się z powołanego 23 kwietnia 1919 przez Radę Ministrów Tymczasowego Rządu Syberyjskiego Komitet Północnej Drogi Morskiej (Комитет Северного морского пути).
W 1932 zorganizowano terytorialne zarządy Gławsiewmorputu w Murmańsku, Archangielsku i Władywostoku, floty lodołamaczy, transportową i lotniczą (Aviaarktika, АвиаАрктика), wybudowano stocznię remontową w Murmańsku, zatrudniała około 35 tys. pracowników.
Działalność jest kontynuowana współcześnie przez federalną instytucję budżetową – Administrację Północnej Drogi Morskiej (Администрация Северного Морского Пути), podległą Federalnej Agencji Transportu Morskiego i Rzecznego (Федеральное агентство морского и речного транспорта).

## Siedziba
Administracja mieści się w Moskwie przy ul. Szkolnej 35 (ул. Школьная) (2019).